# Ramón Rioseco
Ramón Solano Rioseco (Cutral Có, Neuquén, 24 de julio de 1961) es un profesor y político argentino que se desempeña actualmente como Intendente de la ciudad de Cutral-Có. Fue intendente de Cutral Co y candidato a gobernador de la provincia de Neuquén en dos oportunidades, Durante los períodos 2015-2023.

## Biografía
Rioseco nació en Cutral Có, Neuquén, en 1971. Hijo de un albañil, en 1989 se recibió como profesor del Instituto Superior de Formación Docente.
Militó en el Frente Grande y durante la década de los 90 se sumó a las puebladas que se multiplicaron en todo el país tras la privatización de YPF. Como concejal de su ciudad se sumó al corte de la ruta nacional 22 durante la gobernación de Felipe Sapag y la presidencia de Carlos Menem.
En 1994 fue elegido concejal de su pueblo natal y posteriormente se desempeñó como secretario de gobierno del otrora intendente Eduardo Benítez (UCR).
En las elecciones provinciales de 2003 fue candidato a vicegobernador de Aldo Duzdevich en la alianza Unión por Neuquén. Obtuvieron el segundo lugar con el 19,92% de los votos.
Posteriormente armó una fuerza política con sectores que rompieron con el Movimiento Popular Neuquino (MPN) y trabajadores de YPF. Con ese espacio y bajo el sello de la Concertación Neuquina logró en 2007 ser electo jefe comunal de su ciudad. En 2011 fue reelecto con más del 70% de los votos.
En las elecciones de 2015 se presentó como candidato a gobernador por el Frente para la Victoria y cayó derrotado por Omar Gutiérrez del MPN. Ese mismo año fue ungido diputado del Parlasur y su hermano José Rioseco lo sucedió en la intendencia de Cutral Có.
En las elecciones provinciales de 2019 se postuló como candidato a gobernador por el Frente Neuquino con el diputado nacional justicialista Darío Martínez como compañero de fórmula. Fue vencido nuevamente por Omar Gutiérrez quien alcanzó el 40,12% de los sufragios frente al 26,18% de Rioseco.